# Escándalo Spiegel
El Escándalo Spiegel (en alemán: Spiegel-Affäre) fue una crisis político-mediática que tuvo lugar en la Alemania Occidental en el otoño de 1962 tras el arresto y encarcelación de varios responsables del semanario Der Spiegel, en particular, su fundador y director de publicación Rudolf Augstein y el periodista Conrad Ahlers, por iniciativa del ministro federal de Defensa, Franz Josef Strauß. Constituyó uno de los mayores escándalos políticos en la historia alemana después de la Segunda Guerra Mundial.
El 8 de octubre de 1962 Der Spiegel publicó un artículo de Conrad Ahlers y Hans Schmelz, en el cual llegaron a la conclusión de que el ejército alemán solamente estuvo parcialmente preparado para defender el país. El 26 de octubre los despachos de Der Spiegel fueron registrados por la policía y la policía ocupó los despachos por un mes. En la noche del 26/27 de octubre de 1962 se detuvieron varios empleados de Der Spiegel, entre ellos Conrad Ahlers, y el 27 de octubre Rudolf Augstein se entregó a la policía. No fue antes del 7 de febrero de 1963 que el último periodista detenido de Der Spiegel, Rudolf Augstein, fue puesto en libertad. La acción contra la revista, acusada de alta traición por Friedrich August von der Heydte debido a la publicación de información confidencial sobre la defensa de la RFA, estuvo marcada por varias irregularidades graves y suscitó un gran movimiento de protesta en la opinión pública, la prensa y los medios intelectuales. Asimismo, adelantó la salida del canciller Konrad Adenauer un año más tarde, le costó el cargo a Strauß y llevó a la recomposición del Gobierno CDU/CSU-FDP.
El caso fue la primera gran crisis interior de la historia de la RFA y sirvió de acelerador para un movimiento de liberalización política y social y el retroceso de tradiciones autoritarias que se habían mantenido en los años 1950 y 1960. Preparó la alternancia del Gobierno de 1969, al mismo tiempo que el movimiento de oposición extraparlamentaria (Außerparlamentarische Opposition, APO), y llevó al fortalecimiento de la garantía constitucional de libertad de prensa y de libertad de opinión en la RFA. En el plano personal, manchó de forma permanente la reputación de Strauß, a la vez que reforzó el prestigio de Der Spiegel y de Rudolf Augstein.

## Acontecimientos

### Las revelaciones deDer Spiegel
En el otoño de 1962, una serie de ejercicios militares fue organizada por la OTAN bajo el nombre en clave Fallex 62. Las maniobras revelaron las graves carencias de la Bundeswehr, a quien el Estado Mayor de la OTAN dio la nota más baja de su escala de preparación para una eventual guerra con la Unión Soviética. En caso de un ataque nuclear soviético, las fuerzas armadas de la Alemania Occidental habrían sido incapaces de hacer frente a las tropas del Pacto de Varsovia por los medios convencionales y la República Federal no podría ser defendida más que por un contraataque nuclear de la OTAN.
Las conclusiones de Fallex 62 fueron particularmente inquietantes para Franz Josef Strauß, en la medida en que mostraron la urgente necesidad de mejorar el equipamiento convencional de la Bundeswehr en lugar de adquirir el arma nuclear y se suponía que debían permanecer estrictamente confidenciales; sin embargo, el informe llegó a manos de Der Spiegel, que reveló su contenido el 10 de octubre de 1962 en un artículo anunciado en su portada bajo el título Bedingt abwehrbereit (Condicionalmente listo para la defensa), firmado por Conrad Ahlers, redactor en jefe adjunto y especialista de cuestiones militares. El artículo, que se apoyaba en cierta cantidad de información ya contenida en publicaciones de difusión más restringida, indicaba que la estrategia de equipamiento atómico del Ministerio de Defensa no dejaba a la República Federal ninguna oportunidad de sobrevivir en caso de ser atacada.

### Acción contra la revista e inicio del escándalo

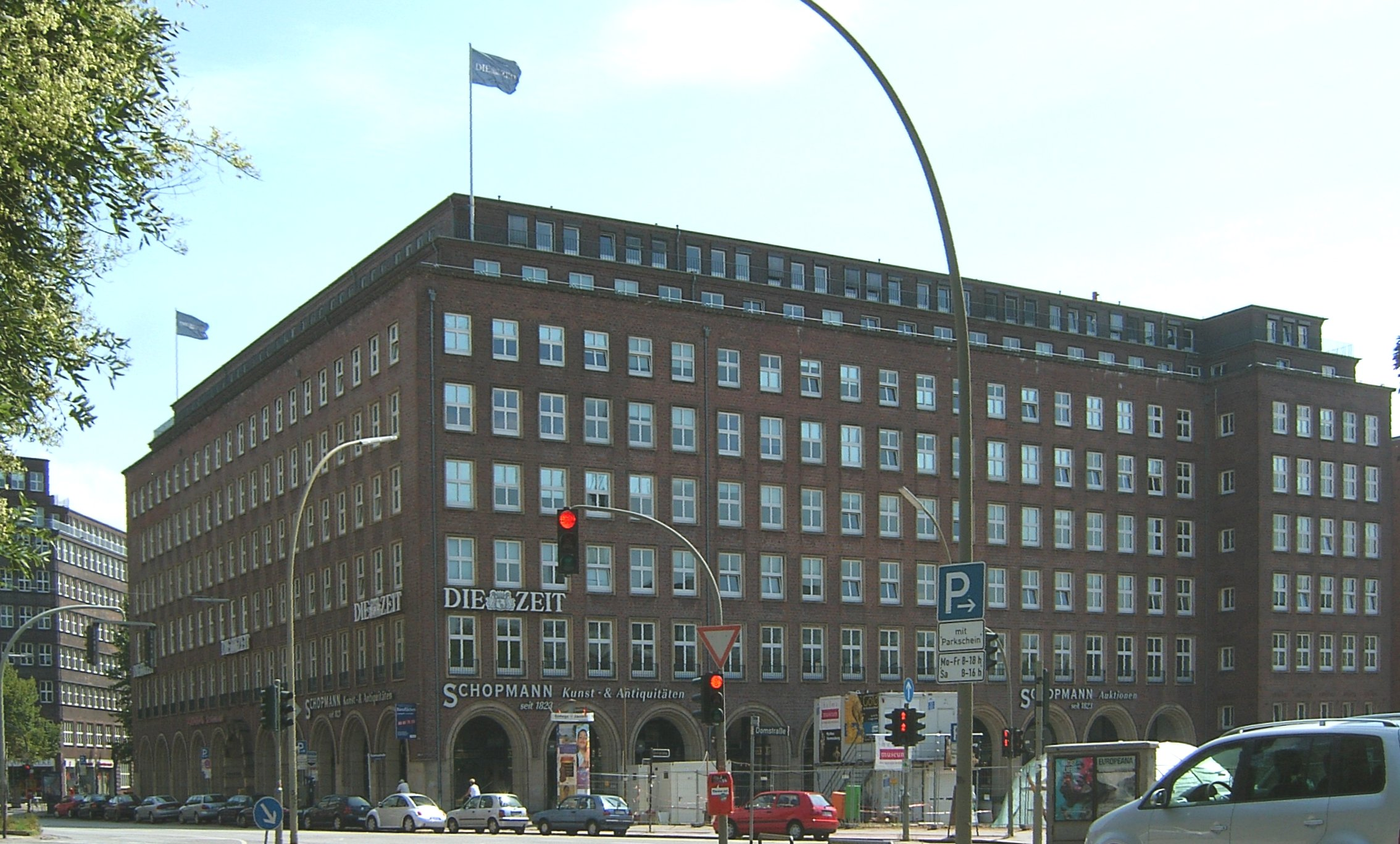
Edificio del Kontorhausviertel, al sur de la ciudad antigua de Hamburgo. La redacción del Spiegel se había instalado en los pisos sexto y séptimo.

El día siguiente a la aparición del artículo, el jurista Friedrich August von der Heydte, general de brigada de reserva, profesor de la Universidad de Wurzburgo y miembro de la CSU, presentó una denuncia por alta traición contra la redacción del Der Spiegel ante el fiscal general. Siegfried Buback, primer procurador de la Corte federal y juez de instrucción encargado del caso, solicitó un experto del Ministerio federal de Defensa, cuyo consejero de la sección jurídica Heinrich Wunde le declaró que el artículo periodístico contenía una cantidad de información cubierta por el secreto de Estado, que solo podía haber sido obtenida por medio de corrupción del personal militar y que sus autores habían violado el primer párrafo del artículo 100 del Código penal. Buback emitió el 23 de octubre las órdenes de detención y de registro demandadas, que alcanzaban a varios redactores de la revista.
El viernes 26 de octubre, poco después de las 21 hs. una treintena de agentes de policía se presentaron en la sede del Spiegel en Hamburgo, donde comenzaron el allanamiento; los domicilios de varios periodistas y los locales de la revista en Bonn también fueron objeto de registro. Conrad Ahlers, de vacaciones con su esposa en la Costa del Sol en España, fue interpelado por la noche en su hotel por la policía del régimen franquista y aceptó ser repatriado a Alemania, donde fue inmediatamente encarcelado. Un día después, el 27 de octubre, Rudolf Augstein se presentó a la policía y fue colocado en detención preventiva. La policía, luego de haber dejado a nueve redactores terminar el número del lunes siguiente bajo estrecho control, la mañana del sábado 27 cerró las oficinas por varias semanas. La operación también llevó igualmente al arresto domiciliario de los redactores en jefe Claus Jacobi y Johannes K. Engel, del editor de la revista Hans Detlev Becker, del abogado Josef Augstein, hermano de Rudolf Augstein, del jefe de oficina Hans-Peter Jaene y del redactor Hans Schmelz en Bonn y de dos coroneles, Adolf Wicht del Servicio Federal de Inteligencia y Alfred Martin del Estado Mayor de la Bundeswehr.